# Аксум
А́ксум (амх. አክሱም)— стародавнє місто в північній Ефіопії, в регіоні Тиграй.
Аксум був заснований, ймовірно, приблизно в середині I тисячоліття до нашої ери переселенцями з південної Аравії, пізніше став столицею Аксумського царства. Навіть після зміни столиці залишався місцем коронації ефіопських негусів. Сьогодні старе місто популярне серед туристів, входить до списку місць Світової Спадщини ЮНЕСКО.

## Архітектура
В південно-західній частині міста — фундаменти 5 палацових споруд:
- Таакха-Марьям — IV століття; розміри 85×120 м; приблизно 100 кімнат, розділених декількома дворами, в центрі великого двору — головна будівля
- Инда-Симон та Инда-Мікаель — V століття; квадратні в плані, без внутрішніх дворів

Посеред Аксуму, біля підніжжя пагорба Бете-Гійоргіс, — священний округ Дебтера, в центрі якого на платформі висотою 1,5 м 3-нефний собор Марії Сіонської. Собор збудований на місці язичницького храму; спочатку був 5-нефний, відбудовувався заново в 1584 та XVII, оновлений в XX столітті. В середині внутрішнього кільця огорожі стоять 15 вотивних тронів, південніше — кругла церква «Чотирьох звірів» (XIX століття).
На північ від Дебтери, на південний захід від міста та біля входу в Аксум з боку міста Адуа — 3 некрополі з монолітними кам'яними стелами (II–IV століття). Збереглись залишки терас з тесаного вапняку (на них ставились стели) та залишки кам'яних плит зі сходами, біля підніжжя яких розміщувались жертвенні вівтарі. В північній частині Аксуму — цистерна для збору дощової води.
На південь від Аксуму — фундаменти комплексу подвійної кам'яної базиліки (гробниця Калеба та Гебре Мескеля; VI століття). За переказами, Ковчег Заповіту до міста перенесений сюди з Єрусалиму. Ефіопська православна церква твердить, що біблійний Ковчег Заповіту, у якій лежать таблиці закону, на яких викарбувано 10 заповідей, міститься в Церкві Сіонської Богоматері.

## Клімат
Місто знаходиться у зоні, котра характеризується кліматом помірних степів та напівпустель. Найтепліший місяць — травень із середньою температурою 21 °C (69.8 °F). Найхолодніший місяць — грудень, із середньою температурою 16.5 °С (61.7 °F).
| Клімат Аксума           | Клімат Аксума | Клімат Аксума | Клімат Аксума | Клімат Аксума | Клімат Аксума | Клімат Аксума | Клімат Аксума | Клімат Аксума | Клімат Аксума | Клімат Аксума | Клімат Аксума | Клімат Аксума | Клімат Аксума |
| Показник                | Січ.          | Лют.          | Бер.          | Квіт.         | Трав.         | Черв.         | Лип.          | Серп.         | Вер.          | Жовт.         | Лист.         | Груд.         | Рік           |
| Середня температура, °C | 16,8          | 17,9          | 19,5          | 20,4          | 21            | 20,7          | 18,8          | 18,4          | 18,6          | 18,3          | 17,4          | 16,5          | 18,7          |
| Норма опадів, мм        | 0.7           | 5             | 13.4          | 22.8          | 39            | 53.7          | 184.4         | 179           | 53.7          | 10.1          | 19.9          | 3.2           | 584.9         |
| Днів з опадами          | 2,5           | 2,6           | 3,2           | 4,6           | 6,6           | 7,9           | 9             | 10,4          | 7,2           | 4,3           | 2,3           | 2             | 62,6          |
| Вологість повітря, %    | 53.7          | 49.1          | 47.2          | 49.3          | 51            | 51.9          | 71.3          | 74.9          | 61.5          | 62.1          | 61.6          | 58.6          | 57.7          |
| ----------------------- | ------------- | ------------- | ------------- | ------------- | ------------- | ------------- | ------------- | ------------- | ------------- | ------------- | ------------- | ------------- | ------------- |
| Джерело: Weatherbase    |               |               |               |               |               |               |               |               |               |               |               |               |               |